# Elpis Macula
Elpis Macula est une zone d'albédo faible sur Titan, satellite naturel de Saturne.

## Caractéristiques
Elpis Macula est centrée sur 31,2° de latitude nord et 27,0° de longitude ouest, et mesure 500 km dans sa plus grande dimension.

## Observation
Elpis Macula a été découverte par les images transmises par la sonde Cassini.
Elle a reçu le nom d'Elpis, déesse de la mythologie grecque.